# Невежин, Пётр Михайлович
Пётр Миха́йлович Неве́жин (27 июня [9 июля] 1841—25 мая 1919) — русский драматург.

## Биография
Из дворян Московской губернии. Воспитывался в 1-м московском кадетском корпусе (1859). Офицер стрелкового батальона. Участник русско-турецкой войны 1877—1878 годов. Оставил военную службу.
Начал писать с 1880 года. Его первые поставленные пьесы — «Блажь» и «Старое по-новому» — написаны в сотрудничестве с А. Н. Островским. Наибольшей популярностью пользовались его драмы «Вторая молодость» и последняя пьеса «Поруганный». В 1909 году в журнале «Пробуждение» опубликована его повесть «Неуравновешенная» Невежин поместил также несколько рассказов в «Русском вестнике» и сатирических изданиях. Создал около тридцати пьес.
Умер Пётр Михайлович в 1919 году. Похоронен в Санкт-Петербурге на Литераторских мостках Волковского кладбища.

## Творчество

### Пьесы
- 1880 — «Блажь» (Малый театр; 1881, Александрийский театр)
- 1882 — «Старое по-новому» (Малый театр; 1883, Александрийский театр)
- 1887 — «Вторая молодость»
- 1907 — «В красивой оправе»
- 1891 — комедия «Компаньоны»
- 1892 — комедия «В родном углу»
- 1916 — «Поруганный»